# Adriana (Kirsche)
|  | Dieser Artikel wurde aufgrund von formalen oder inhaltlichen Mängeln in der Qualitätssicherung Biologie im Abschnitt „Kulturpflanzensorten“ zur Verbesserung eingetragen. Dies geschieht, um die Qualität der Biologie-Artikel auf ein akzeptables Niveau zu bringen. Bitte hilf mit, diesen Artikel zu verbessern! Artikel, die nicht signifikant verbessert werden, können gegebenenfalls gelöscht werden. Lies dazu auch die näheren Informationen in den Mindestanforderungen an Biologie-Artikel. |

Adriana  ist eine zu den Herzkirschen gehörende rote Sorte der Süßkirschen.

## Herkunft
Die Sorte 'Adriana' wurde in Italien aus den Sorten ISF 123 und Mora di Cazzano gezüchtet.

## Sorteneigenschaften

### Frucht
Die Steinfrucht ist mittelgroß bis groß, herzförmig. Die feste Haut ist rot, in der Vollreife dunkelrot. Das weiche Fruchtfleisch ist etwas fade im Geschmack. Sie hat eine mittlere Platzfestigkeit und reift in der 4. bis 5. Kirschwoche. 

### Baum
Der Baum wächst schwach bis mittelstark, mit breiter gut verzweigter Baumkrone. 

### Sonstige Eigenschaften
Die Sorte 'Adriana' ist selbststeril und braucht einen Befruchtungspartner; geeignet sind Büttners Rote Knorpelkirsche und Merchant. Die Blütezeit ist früh und die Sorte bringt regelmäßige und gute Erträge.